# Казтурганова, Майгуль Ибрагимкызы
Майгуль Ибрагимкызы Казтурганова (каз. Майгүл Ибрагимқызы Қазтұрғанова; род. 1 мая 1951, аул Енбек, Талды-Курганский район, Алма-Атинская область, КазССР, СССР) — советская и казахстанская певица, Народный артист Казахстана (1995).

## Биография
Родилась 1 мая 1951 в ауле Енбек Талды-Курганского района Алма-Атинской области.
В 1980 году окончила вокально-хоровой факультет Алматинской государственной консерватории им. Курмангазы (руководитель Н. Д. Юмашев).
В 1980—1990 годах певица фольклорно-этнографического ансамбля «Отырар сазы».
В 1990—1998 годах солистка ансамбля «Алтын дан» при Талдыкорганской областной филармонии.
С 1998 соло-певица оркестра им. Н.Тлендиева. В её репертуаре казахские народные песни, песни казахских и зарубежных композиторов.